# 圣地尼尔中学
圣地尼尔中学（英文：Sentinel Secondary School；法语：École Sentinel Secondaire） 是一个位于加拿大不列颠哥伦比亚省西温哥华的高级中学。 它是西温校区(SD #45)三所公立学校（另外两所为Rockridge Secondary和West Vancouver Secondary）之一。学校共有一个室外运动场（橄榄球，棒球），两个本壘，两个室内篮球场（每一个都有6个篮筐），三个曲棍球场，和三个网球场。学校体育课开展多种运动项目，包括足球, 篮球,加拿大式足球，和橄榄球.
学校在1962-1963学年建立，初始学生来自于Hillside高级中学。第一届学生在旧Inglewood学校就读至1963年学校竣工。第一届12年级毕业班毕业于1965年。

## 学生社团
圣地尼尔中学共有多个学生社团，涉及范围也非常广阔，为学生提供丰富的生活。

### Sentinel MUN Club （模拟联合国社）
圣地尼尔模拟联合国社团成立于2018年，有社员80余人。模联社注重对于成员研究整合资料能力，辩论能力的培养。每年会派出代表队参加温哥华模拟联合国会议（VMUN）以及加拿大高中模拟联合国会议（CAHSMUN）。在2021年，模联社举办了第一届Sentinel Model UN会议，参会者达到40人。

### Around The Globe Culture Club （环球文化社）
环球文化社于2019年9月成立，首届社长为Sky Chutian Ning，Aiden Chaeho Shin以及Matsui Kei。环球文化社每周会展开文化相关的活动研讨，同时也为国际与本地学生提供一个文化交流的平台。

### Trial and Error Science Club （试错科学社）
内容待补充

### Suhak Math Club（数哈数学俱乐部）
内容待补充

## 校训
圣地尼尔中学的校训为“GUARDS”，分别代表“grit（坚定）”，“understanding（理解）”，“action（行动）”，“respect（尊敬）”，“decision（决定）”，“spirit（精神）”。

## 大学先修课程
自1988年起，圣地尼尔中学就开始为本校学生开设大学先修课程(AP)。截止至2019年10月，圣地尼尔中学共开设了3门预AP（不参与AP考试）与24门AP课程（其中20门提供AP考试）
根据该校政策，学生只能参加其已选AP课程的AP考试，Sentinel不接受跨级AP考试，或无选课AP考试。由于学生无法自主注册，取消AP考试，故AP考试最终注册权依然在很大程度上由学校掌握。
尽管学生有权利选择是否在本校参加有选课AP考试，但依照Sentinel的政策，学校不会给予不在本校参加AP考试的学生其AP课程的学分与成绩，同时有可能将学生移出他们所在的AP课。如果条件适用，学生可以申请将自己AP课程的成绩与学分转移到同等级的普通非AP课程。总而言之，即使学生完成了全年的AP课程，或在校外参加了AP考试，一旦学生不在Sentinel本校参与AP测试，最终学生成绩单就不会显示其这门AP课的成绩及学分，而是只显示转换后普通课程的学分与绩点（若适用）。

### 十年级
- 预AP-文学研究与写作 （Pre-AP Literary Studies and Composition 10）
- 预AP-数学基础与预微积分10 （Pre-AP Foundations and Pre-Calculus Mathematics 10）
- 预AP-科学10 （Pre-AP Science 10）

### 十一年级
- AP 艺术 11（AP Art 11）
- AP 生物 11（AP Biology 11）
- AP 化学 11（AP Chemistry 11）
- AP 物理 1（AP Physics 1 Honours 11）
- AP 英语 11（AP English 11）
- AP 预微积分11（AP Pre-calculus 11）- 注：此课程无AP考试
- AP 英语高峰研讨11 （AP Capstone Seminar 11 (1st course for the AP Capstone Diploma)

### 十二年级
- AP 艺术︰平面设计（AP 2-D Design Portfolio 12）
- AP 艺术︰立体设计（AP 3-D Design Portfolio 12）
- AP 工作室艺术︰绘画（AP Studio Art Drawing 12）
- AP 生物 12（AP Biology 12）
- AP 物理 2 （AP Physics 2）
- AP 化学 12（AP Chemistry 12）
- AP 英语高峰研讨 12（AP Capstone Research 12）
- AP 微积分 AB（AP Calculus AB 12）
- AP 微积分 BC（AP Calculus BC 12A (taken after completion of AP Calculus AB 12）
- AP 计算机科学 A （AP Computer Science A）- 注：截止至2019年10月，尚不明朗是否能在本校参与此AP考试
- AP 英语语文（AP English Language and Composition 12）
- AP 英语文学（AP English Literature and Composition 12）
- AP 日本语及文化（AP Japanese Language and Culture 12）
- AP 中文及文化（AP Chinese Language and Culture 12）
- AP 心理学（AP Psychology 12）
- AP 法语 （AP French Language and Culture 12）
- AP 统计（AP Statistics 12）
- AP 环境科学（AP Environmental Science 12）

## 其他项目
截止2006年，学校共设有两个植入式项目：法语项目和计算机项目(提供于8年级和9年级)。学校同时为那些对参与省及国家级体育运动的学生提供超级成就者项目。
圣地尼尔中学同时是一个“体育世家”-开设圣地尼尔曲棍球学院，圣地尼尔足球学院，和圣地尼尔网球学院。所有项目都植入在日常学习中--学生使用两个课时在他们选择的运动上。他们在每天的最后一个课时进行运动。每周他们都会在冰场，球场和运动场上三次，另外其中一次他们在教室里面学习(体育/营养/性/和其他)知识，还有一次使参加生理调节或北岸冬季俱乐部(NSWC)。
圣地尼尔中学有一个音乐项目包括多种类型的乐队，它有一个8-9年级参与的乐队。它同时因为有一个剧场而超乎其他学校常规地有一个爵士乐团，通常是10-11年级学生参与，一个所有年级参与的交响乐团，和一个为11和12年级学生提供的蓝调音乐乐队。雷特乐队是一个演奏多个歌手音乐的乐队包括James Brown，Akon，Justin Bieber，Aretha Franklin等等。乐队从听奏来进行编谱而不是通过普通的看谱。这个乐队不仅仅在学校活动中演奏，同时参与许多社会活动。一些圣地尼尔中学蓝调音乐的乐曲现在可以在YouTube上找到。
圣地尼尔中学同时提供超级成就者项目，为一些希望学习更多体育和演艺的学生提供机会，课程包括高尔夫，杂技，攀岩，巷战和舞蹈。
圣地尼尔中学现在每年大约有1200名学生。

## 著名校友
- 陳凱琳:前香港小姐。 現在是香港無線電視女演員.